# Andreas Gruber
Andreas Gruber (29 juni 1995) is een Oostenrijks voetballer.
Gruber werkte zijn jeugdopleiding af bij SK Sturm Graz, waar hij in 2014 doorstroomde naar de eerste ploeg. Hij maakte zijn debuut op 17 augustus 2014 toen hij in de 81ste minuut mocht invallen in een wedstrijd tegen FK Austria Wien.

## Clubstatistieken
| Seizoen | Club          | Competitie | Competitie | Competitie | Beker | Beker | Internationaal | Internationaal | Totaal | Totaal |
| Seizoen | Club          | Competitie | Wed.       | Dlp.       | Wed.  | Dlp.  | Wed.           | Dlp.           | Wed.   | Dlp.   |
| ------- | ------------- | ---------- | ---------- | ---------- | ----- | ----- | -------------- | -------------- | ------ | ------ |
| 2014/15 | SK Sturm Graz | Bundesliga | 24         | 2          | 3     | 0     | —              | —              | 27     | 2      |
| Totaal  | Totaal        | Totaal     | 24         | 2          | 3     | 0     | 0              | 0              | 27     | 2      |

Bijgewerkt op 18 juni 2015.
1 Scherpen ·
2 Johnston ·
4 Stanković ·
5 Wüthrich ·
6 Borković ·
8 Prass ·
9 Włodarczyk ·
10 Kiteisjkili ·
11 Sarkaria ·
14 Serrano ·
15 Bøving ·
16 Jaroš ·
17 Teixeira ·
18 Biereth ·
19 Horvat ·
20 Jatta ·
21 Stückler ·
22 Gazibegović ·
24 Lavalée ·
25 Hierländer  ·
27 Haider ·
28 Schnegg ·
29 Fuseini ·
31 Marić ·
35 Geyrhofer ·
38 Grgic ·
40 Bignetti ·
42 Affengruber ·
43 Obi ·
44 Danté ·
Coach: Ilzer